# 1900-talet f.Kr.
Denna artikel handlar om seklet 1900-talet f.Kr., åren 1999-1900 f.Kr. För decenniet 1900-talet f.Kr., åren 1909-1900 f.Kr., se 1900-talet f.Kr. (decennium).

## Händelser
- 1950 f.Kr. – Amoriterna intar Sumer.
- Civilisationen vid Indus går tillbaka, för att snart helt försvinna.

## Födda
- Amenemhet II, farao i Egyptens tolfte dynasti.
- Senusret I, farao i Egyptens tolfte dynasti.
- Senusret II, farao i Egyptens tolfte dynasti.

## Avlidna
- Amenemhet I, farao i Egyptens tolfte dynasti.
- Mentuhotep IV, farao i Egyptens elfte dynasti.
- Senusret I, farao i Egyptens tolfte dynasti.